# Kitami (provincie)
Kitami (Japans: 北見国, Kitami no kuni) is een voormalige provincie van Japan, gelegen in de huidige prefectuur Hokkaido. De provincie heeft slechts kort bestaan, van 1869 tot 1882.

## Geschiedenis
- 15 augustus 1869: De provincie Kitami wordt opgericht met 7 districten
- 1872: Een census schat de bevolking op 1.511
- 1882: De provincie wordt opgenomen in de prefectuur Hokkaido.

## Districten
- Sōya (宗谷郡)
- Rishiri (利尻郡)
- Rebun (礼文郡)
- Esashi (枝幸郡)
- Monbetsu (紋別郡)
- Tokoro (常呂郡)
- Abashiri (網走郡)
- Shari (斜里郡)

Aki · Awa (Kanto) · Awa (Shikoku) · Awaji · Bingo · Bitchu · Bizen · Bungo · Buzen · Chikugo · Chikuzen · Chishima · Dewa · Echigo · Echizen · Etchu · Fusa · Harima · Hi · Hida · Hidaka · Higo · Hitachi · Hizen · Hoki · Hyuga · Iburi · Iga · Iki · Inaba · Ise · Ishikari · Iwaki (718) · Iwaki (1868) · Iwami · Iwase · Iwashiro · Iyo · Izu · Izumi · Izumo · Kaga · Kai · Kawachi · Kazusa · Keno · Kibi · Kii · Kitami · Koshi · Kozuke · Kushiro · Mikawa · Mimasaka · Mino · Musashi · Mutsu · Nagato · Nemuro · Noto · Oki · Omi · Oshima · Osumi · Owari · Rikuchu · Rikuzen · Riukiu · Sado · Sagami · Sanuki · Satsuma · Settsu · Shima · Shimōsa · Shimotsuke · Shinano · Shiribeshi · Suo · Suruga · Suwa · Tajima · Tamba · Tane · Tango · Teshio · Tokachi · Tosa · Totomi · Toyo · Tsukushi · Tsushima · Ugo · Uzen · Wakasa · Yamashiro · Yamato · Yoshino